# Ebrach (gmina)

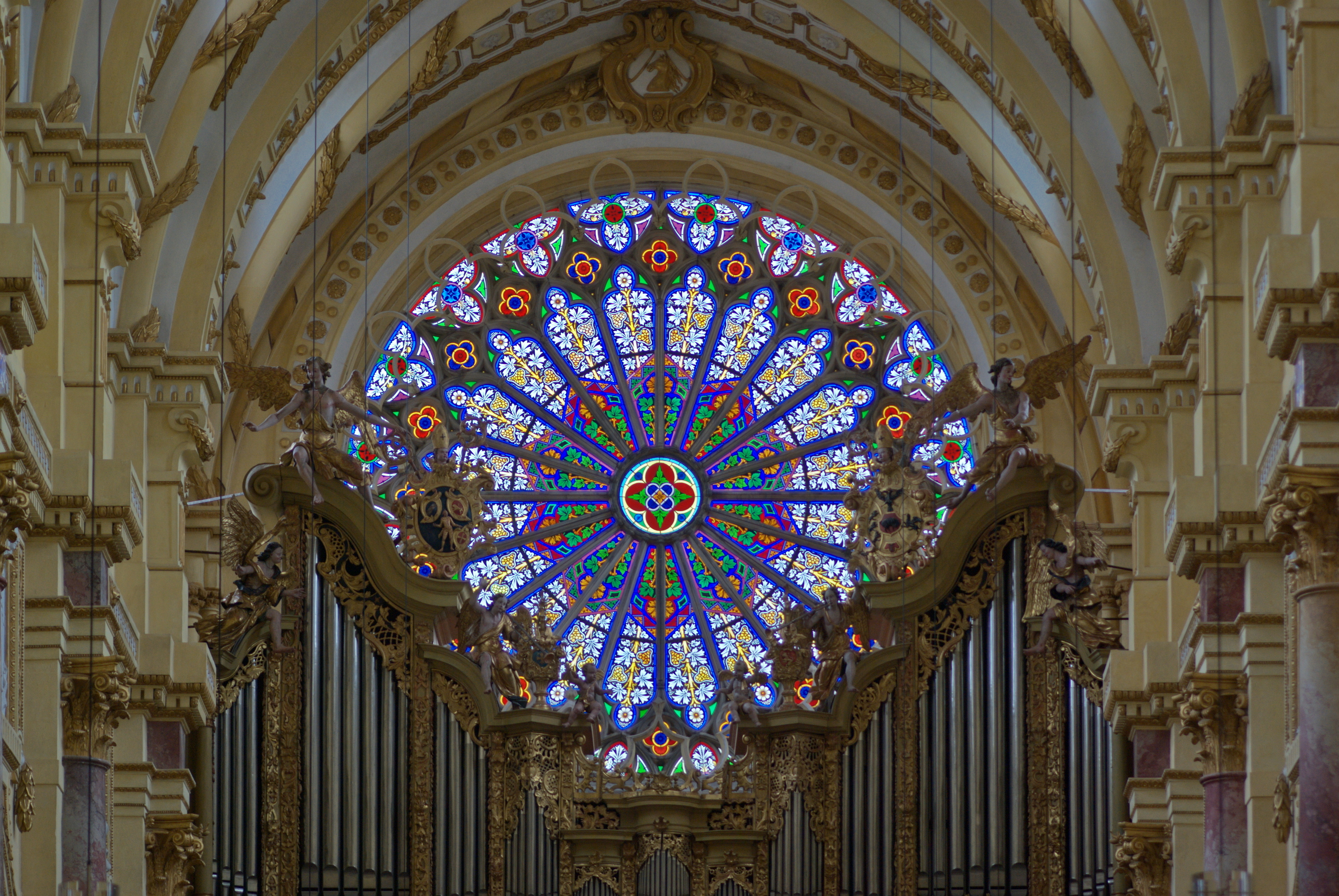
Rozeta kościoła przyklasztornego

Ebrach – gmina targowa w Niemczech, w kraju związkowym Bawaria, w rejencji Górna Frankonia, w regionie Oberfranken-West, w powiecie Bamberg, siedziba wspólnoty administracyjnej Ebrach. Leży w Steigerwaldzie, około 30 km na południowy zachód od Bamberga, nad rzeką Mittlere Ebrach, przy drodze B22 i linii kolejowej (Ebrach – Strullendorf – Bamberg.

## Dzielnice
W skład gminy wchodzą następujące dzielnice:
- Ebrach
- Großbirkach
- Großgressingen
- Eberau bei Ebrach
- Hof bei Ebrach
- Neudorf bei Ebrach
- Kleinbirkach
- Schmerb
- Winkelhof
- Buch bei Ebrach
- Kleingressingen
- Meierei bei Ebrach

## Demografia
| Rok  | Liczba mieszk. |
| ---- | -------------- |
| 1900 | 1.403          |
| 1970 | 2.471          |
| 1987 | 1.774          |
| 2000 | 2.017          |
| 2006 | 1.873          |

## Współpraca
Miejscowości partnerskie:
- Eisbach, Austria
- Georgenthal, Turyngia

## Zabytki i atrakcje
- klasztor Ebrach
- kościół przyklasztorny
- Kościół pw. św. Jana (St.-Johannis-Kirche) w dzielnicy Großbirkach
- Muzyczne Lato

## Osoby urodzone w Ebrach
- Heinrich Aigner (1904-1944)), polityk

## Oświata
(na 1999)

W gminie znajduje się 50 miejsc przedszkolnych (z 36 dziećmi), szkoła podstawowa (8 nauczycieli, 142 uczniów) i Realschule (35 nauczycieli i 628 uczniów)